# Voile d'ignorance
Le voile d'ignorance est une notion philosophique développée par Thomas Hobbes, John Locke et Emmanuel Kant, formalisée par John Harsanyi et reprise par John Rawls dans son ouvrage Théorie de la justice (1971). C'est une méthode pour établir la moralité d'un problème qui s'appuie sur l'expérience de pensée consistant à se mettre dans une position originelle et à faire abstraction de ses goûts, ses attributs et sa position dans l'espace social.
En étant derrière ce voile d'ignorance, les individus sont censés prendre des décisions équitables et justes, car ils ne sont influencés ni par des intérêts personnels ni des préjugés favorisant une certaine position sociale ou économique. L'objectif est de parvenir à des principes de justice qui bénéficieront à tous les membres de la société, indépendamment de leur position initiale.
Le voile d'ignorance invite à la réflexion sur les principes de justice qui pourraient notamment garantir une égalité des chances et une protection pour les membres les plus vulnérables de la société.